# ヘビーギア
ヘビーギア（Heavy Gear）はカナダのドリームポッド9社(Dream Pod 9)が展開しているゲーム（同じ設定を共有するカードゲーム、テーブルトークRPG、ミニチュアゲーム、コンピュータゲーム）である。日本で翻訳され正式に発売されたのは長らくコンピュータゲームのみだったが、2024年11月現在ではミニチュアゲーム（Heavy Gear Blitz!）及びテーブルトークRPG最新版の有志による日本語版解説が英語電子書籍版ルールに付属しており、日本語環境でのプレイが可能になっている。

## 概要
日本のアニメを扱った雑誌などを発行していたカナダの出版社 IANUS Publications のゲーム部門 IANUS Games が独立・改名しドリームポッド9(Dream Pod 9)社となって以降に製作・販売したゲームの第1作である。
約4000年の未来、地球人類が一種のワームホールである「タンホイザー・ゲート」によって到達し殖民した惑星（最初はテラ・ノヴァと呼ばれる惑星、後にほかの殖民惑星や地球についても設定が追加された）を舞台に、ヘビーギア(Heavy Gear)、あるいは単にギア(Gear)と呼ばれる全高4m程度の有人人形兵器を中心とした軍事国家・軍隊による戦闘を主軸とし、そこへ各国の文化や宗教の違いを織り交ぜて架空世界を描き出しているゲームである。
スタッフの多くが日本のアニメについてかなり詳しい熱心なファンであり、多くの点でアニメの影響を強く受けている（「影響」というより、アニメの代替手段としてゲームを選んだ、と思えるほどである）。これは本作ルールブックの冒頭にあるSPECIAL THANKS欄で高橋良輔の名が挙げられていることに象徴されるであろう。さらには社内に模型部門を立ち上げ、ギアのガレージキットを販売したほどである。
2006年現在ではメインで執筆を行っていたスタッフが独立しており、ゲームとしての新しい展開は休止に近い状態になっていたが、ほとんどのルールブック、サプリメントについては電子化されたファイルとして購入が可能となっている。また、ミニチュアゲーム用のミニチュアモデルも公式サイトで販売されている。
2023年4月にはテーブルトークRPG版の新版「Heavy Gear Roleplaying Game Fourth Edition」のクラウドファンディングが開始され、2023年10月にはテーブルトークRPG電子書籍販売サイト「DrivethruRPG」で販売が開始された。

## ゲーム展開

### カードゲーム
IANUS Publicationsの一部門だった時代に発売された、ギアに乗って1対1の決闘を行う戦闘カードゲーム。8人のパイロット、およびその搭乗機のデータと、攻撃手段などのカードでプレイする。攻撃をコンボでつないでいくシステムが存在する。
基本セットの他、拡張セット（カードとルールの追加）1つが発売された。

### テーブルトークRPG
Silhouetteゲームエンジンと称するドリームポッド9社製品で共通のルールを使用したテーブルトークRPG。ルールブックの多くの部分はヘビーギアによる戦闘ルールで占められており、TRPGであると同時に戦闘シミュレーションゲームでもある。
ゲーム中に搭乗する各国やギアを代表する兵器の技術的な情報など、世界設定を掲載したサプリメントが多数発売されている。

### ミニチュアゲーム
テーブルトークRPGに掲載されている戦闘ルールを拡張してミニチュアゲームとして遊べるようにした、独立した製品。設定で搭乗する多くのギアはもとより、歩兵や地上戦艦などを取り扱うことができる。各陣営のギアのミニチュアモデルが販売されている。

### コンピュータゲーム
アクティビジョン社はかってMechWarriorと呼ばれるヘビーギアと同ジャンルの先行して展開されていたゲームのコンピュータゲーム化ライセンスを所有していた。ところが、MechWarriorのライセンス元であるFASA社が子会社としてFASA Interactiveを設立、コンピュータゲーム化はこの会社で行い、以降は他社にライセンスを与えない方針に転換した。
このため、アクティビジョン社は同ジャンルのゲームであるヘビーギアのコンピュータゲーム化権利を取得して、ヘビーギアが二本ゲーム化された。
どちらもギアを一人称視点から操縦し、僚機と共にミッションを遂行するリアルタイムシミュレータである。Windows対応。
ヘビーギア
日本ではアクティビジョンジャパンが日本語OS対応版を発売
ギアのカスタマイズ性が高く、ギアの頭部・腕・胴・足・エンジンと複数兵器がミッション制限枠内で変更可能。戦闘は銃火器類でのみ行われ、攻撃を受けると転倒することもあるが、その場合はまず起き上がらないと行動できない。基本的にはミッションごとにギアをカスタマイズ、兵器を搭載して出撃するが、脱出ミッションでは敵が使っていた流出品の量産ギアを奪って貧弱な火器で戦ったり、連戦ミッションでは前ミッションでの仕様のまま出撃することになったり、時には帰還中に輸送機が撃墜されありあわせの量産ギアで生還を目指したりという展開もある。手持ち火器のみ敵ギアを破壊することで奪うことができる。ハンドキャノン類は連射性が低くほぼ単発、肩装備のロケットポッドは無誘導の多連装火器で打撃力はあるが射程が短い、手榴弾は転がっていくため画面上の照準距離と実際の投擲距離に誤差があり投げ方によっては跳ね返って自爆のおそれがある、ガイデッドモーター（誘導迫撃砲）は誘導弾を発射できるがまともに誘導させるためには高く打ち上げて落下する砲弾の視界に目標を収める必要がある、ナパームロケットを敵ギアの足に命中させると一撃で行動不能にできる、バズーカ砲は誘導弾が発射できるなど、武器の性能に癖があった。この他、カスタマイズによってジャンプジェットを装備したり、暗視カメラを搭載したり、ステルス機能を装備して敵から探知されにくくしたり、衛星通信システムを搭載して頭上から2Dマップで広範囲を確認したりといったカスタマイズ要素もある。好みでカスタマイズしたギアに好きな名前を付けて運用できるなど、マニアックな楽しみ方が出来、自動作成ミッションでは無制限に様々なシチュエーションのミッションに参加できる。
ヘビーギアII
サイバーフロントから日本語版及びパッケージが簡素化された廉価版が発売、また海外ではLinux版も存在する
ギア本体のカスタマイズ性は抑えられ、搭載する武器の変更以外では、最初に選択したギアの装甲値を変更したりオプション機能を追加したりといった程度にはなったが、兵器の性格付けがより多彩になり、ハンドキャノン類は連射性が高まってマシンガンのように撃てるようになった他、誘導迫撃砲の誘導性能が見直されたり、逆にバズーカ砲は無誘導兵器となったなど、兵器の性質がバランス良く変更されている。一部の手持ち火器は肩にも装着できるようになった他、白兵戦用のナックルやソード類が追加され「ギアで殴りあう」という戦闘も可能になった。ギア自身のアクションも多様化し、しゃがむ・伏せる・匍匐するなどが選択でき、特にステルス性の概念が見直されセンサーをパッシブモードにして伏せることで敵ギアのすぐ近くをやり過ごすといった芸当が可能になり、また宇宙空間での戦闘など多彩な戦闘シーンが追加された。この他、カスタマイズによって射撃管制システムを強化し予測射撃用のガイドを表示させるなどの追加要素もみられる。ストーリー性も高められ、従来のミッション制から更に進んで敵基地に潜入、破壊工作をするなど更に複雑な展開が導入されている。ゲーム内では天候も変化するほか、水中に身を潜めて敵を狙撃したり、陽動作戦や偵察・探索・護衛など、発売当時に幾つかの作品が発売されていた、より高度化され様々な行動が選択できるファーストパーソン・シューティングゲームの影響も見て取れる。自動作成ミッションは更に高度化され、溶岩の流れる火山地帯から海に囲まれた孤島まで、多彩な戦闘フィールドで延々と遊び続けることが可能になった。またストーリーモードでは選択できないが、ヘビーギアシリーズに登場する様々なギアがこの自動作成ミッションのモードでは選択できるなど、ヘビーギアマニアを楽しませる様々な工夫が凝らされている。
（どちらも販売は終了）
両作品とも、インターネット経由でのオンライン対戦機能を搭載している。特に前者は、オンライン対戦結果をサーバーにフィードバックして集計を行い、惑星テラ・ノヴァ全体での戦争の行方を展開するという当時としては意欲的なシステムを搭載いていた。
なお、それぞれゲーム内の設定などを解説したサプリメントが存在する。

### フルCGアニメーション化
SPFE（ソニーピクチャーズファミリーエンターテイメント）の元でカナダのメインフレーム社（ビーストウォーズなどすでにフルCGアニメーションシリーズを手がけていた）が製作。
海外では二枚DVDが発売されたほか、日本ではスカイパーフェクTV!のアニマックスにて深夜枠で放送された。

## 設定

### ギアの特徴
アニメから抜粋

●●●Shadow Dragons of Southern MILICIA.●●●

Marcus S Rover=Red rover No,01

Type:Commond Hero Jagar 

身長：

体重：

Soldier Sebastian=Warhork No,32

Type:King Cobra

身長：

体重：

Dirx=Buzz Wonp No,09

Type:Armoured Jager

身長：

体重：

Zerve=Crash Bucket No,13

Type:Desert Jagar

身長：

体重：

Sonja Briggs=Sweet Venom No,27

Type:Long Bow Blitz Jager

身長：

体重：

Kusunoki Tachi=Banzai Busher No,05

Type:Rattlesnake

身長：

体重：

●●●●Vanguard of Justice on Northern Guard.●●●

Major Drake Alexander Wallis III=King of Sting No,02

Type:Grizzly

身長：

体重：

Yoji Kirakowa=Punk-Fu No,33

Type:Cheetah

身長：

体重：

Rank=Droolin' Duelin' Mad Dog No,99

Type:Maddog

身長：

体重：

Serge Garpenlov=Hammer No,07

Type:Jagar

身長：

体重：

Sergeant Gunther Groonz=Crunch Muncher No,42

Type:Kodiak

身長：

体重：

●●●Others●●●

Budd Squires=Rex Aplenty.

## 関連サイト
- Dream Pod 9公式サイト